# Metakommunikatives Axiom
Die fünf metakommunikativen Axiome der Psychologen Paul Watzlawick, Janet H. Beavin und Don D. Jackson fassen einige grundsätzliche Erkenntnisse zur zwischenmenschlichen Kommunikation zusammen. Die Axiome gehen insbesondere auf den Beziehungsaspekt der Kommunikation ein und sind dem Begriff der Metakommunikation zuzuordnen. Die Autoren merken an, dass es sich bei ihren Mitteilungen um „provisorische Formulierungen“ handele.

## Die fünf Axiome

### Nicht kommunizieren ist unmöglich
- „Man kann nicht nicht kommunizieren!“

Sobald zwei Personen eine Situation teilen, sich am gleichen Ort aufhalten, kommunizieren sie miteinander. Die Mittel dafür sind Worte, begleitende Phänomene wie Tonfall, Sprechgeschwindigkeit, Pausen, Lachen, Seufzen sowie Gesten, Mimik, Körperhaltung usw. All dies bezeichnet Watzlawick als Verhalten. Dies umfasst auch Schweigen und Nicht-Beachten. Verhalten ist also nicht zu vermeiden. Daher ist es auch unmöglich, nicht zu kommunizieren.
Menschen, die trotzdem versuchen Kommunikation zu vermeiden, tun ungefähr Folgendes: Sie verändern ihre Kommunikation bzw. ihr Verhalten, indem sie unübliches Verhalten praktizieren. Beispielsweise schweigen sie hartnäckig, sondern sich ab oder verharren regungslos. Wenn sie etwas mitteilen, dann so, dass der andere irritiert ist oder die Bedeutung ihrer Mitteilung nicht versteht. Dieser Zusammenhang mit Vermeiden von Kommunikation ist der Schlüssel zu mancher Kommunikation von Schizophrenen.

### Inhalt und Beziehung
- „Jede Kommunikation hat einen Inhalts- und einen Beziehungsaspekt, wobei Letzterer den Ersteren bestimmt.“

Jede Kommunikation enthält über die reine Sachinformation (Inhaltsaspekt) hinaus einen Hinweis, wie der Sender seine Botschaft verstanden haben will und wie er seine Beziehung zum Empfänger sieht (Beziehungsaspekt).
Folgende Mitteilungen können den Unterschied veranschaulichen: „Es ist wichtig, die Kupplung langsam und weich zu betätigen“ vermittelt eine andere Beziehung des Senders zu seinem Gesprächspartner als die Formulierung „Lass die Kupplung einfach aus, das tut dem Getriebe sehr gut“. Inhaltlich sind beide Mitteilungen ungefähr gleich, doch die Beziehung zwischen den Personen in der ersten Mitteilung ist deutlich verschieden von der in der zweiten Mitteilung. Der Beziehungsaspekt wird in einer funktionierenden Kommunikation in der Regel nicht thematisiert. Anders verhält es sich damit in weniger funktionierenden Kommunikationen.
Der Inhaltsaspekt stellt das „Was“ einer Mitteilung dar. Der Beziehungsaspekt sagt etwas darüber aus, wie der Sender diese Mitteilung vom Empfänger verstanden haben möchte und wie die emotionale Beziehung zwischen den Kommunikationspartnern aus Sicht des Senders beschaffen ist. Daraus wird gefolgert, dass der Beziehungsaspekt bestimmt, wie der Inhalt zu interpretieren ist. Kommunikation gelingt, wenn Inhalts- und Beziehungsaspekt ein funktionierendes Ganzes ergeben und kongruent sind, also übereinstimmen. Sie misslingt, wenn ein Kommunikationspartner auf den beiden Ebenen verschiedene oder gegensätzliche Botschaften sendet, oder wenn sein Gesprächspartner die Botschaften anders interpretiert.
Die Erforschung des Beziehungsaspektes ist für Kommunikationswissenschaftler von zentralem Interesse. Die Autoren der Menschlichen Kommunikation vergleichen die Rolle des Beziehungsaspektes mit einer höheren logischen Funktion oder verwenden die Bezeichnung Metakommunikation. Es handelt sich hier um eine kommunizierbare, aber abstrakte Konstruktion bzw. Funktion, weil weder Inhalt noch Beziehung losgelöst vom kompletten Kommunikationsgeschehen beobachtbar sind. Darüber hinaus merken sie an, dass die Fähigkeit zur Metakommunikation nicht nur für sie als Wissenschaftler nötig ist. Jeder Mensch brauche klare Vorstellungen über sich und seine Beziehungen zu anderen, wenn er erfolgreich kommunizieren möchte.

### Interpunktion
- „Die Natur einer Beziehung ist durch die Interpunktionen der Kommunikationsabläufe seitens der Partner bedingt.“

Außer den Sachverhalten, dass kommunizieren unvermeidlich ist und die persönliche Beziehung die Interpretation von Inhalten steuert, ist die „Interpunktion“ einer Kommunikation mit einzubeziehen. Mit „Interpunktion“ bezeichnet die Kommunikationswissenschaft den Startpunkt einer kreisförmigen, sich wiederholenden Kommunikation.
Die Gesprächspartner gliedern den Kommunikationsablauf unterschiedlich, indem sie z. B. den Anfang eines Konfliktes zu jeweils verschiedenen Zeitpunkten setzen. Ihr eigenes Verhalten interpretieren sie dann, als Reaktion auf den von ihnen gesetzten Anfang. So wird es möglich, die Ursache für die eigene Reaktion dem anderen zuzuschieben. Die Autoren halten dies für ein problematisches Verhalten und sehen hier „die Wurzel vieler Beziehungskonflikte“.
Als Beispiel dafür beschreiben sie ein oft zu beobachtendes Eheproblem. Der Ehemann verhält sich im Wesentlichen passiv-zurückgezogen, die Ehefrau neigt zu übertriebenem Nörgeln. Der Ehemann sagt, dass seine Passivität und Zurückhaltung eine Reaktion auf das Nörgeln seiner Frau sei. Die Ehefrau meint, dass ihr Verhalten eine Reaktion auf seine Haltung sei. Daraus entsteht ein Hin und Her von Vorwürfen und Rechtfertigungen.
Beide gehen nach Ansicht der Autoren davon aus, dass das Verhalten des anderen und die eigene Reaktion ursächlich verknüpft seien. Die Autoren halten dies für einen Irrtum. Sie behaupten dagegen, dass sich Kommunikation nicht als eine Reihe von Ursachen und Wirkungen beschreiben lässt. Kommunikation verläuft vielmehr kreisförmig, d. h., sie hat weder Anfang noch Ende. Niemand kann genau angeben, wer beispielsweise bei einem Streit wirklich „angefangen hat“. Anfänge werden nur subjektiv gesetzt als sogenannte „Interpunktionen“.

„Nicht anders steht es mit der hoffnungslosen Streitfrage, ob die Kommunikationsform einer bestimmten Familie pathologisch ist, weil ein Familienmitglied psychotisch ist oder ob dieses Individuum psychotisch ist, weil die Kommunikationen pathologisch sind.“

Die Anwendung des Kausalprinzips wie im erwähnten Beispiel führt zur Feststellung eines gegenseitigen Abhängigkeitsverhältnisses (Interdependenz). Es ergibt sich eine Patt-Situation. Es wird nicht gemerkt, was wirklich los ist. Gelingende Kommunikation findet statt, wenn beide Partner sie „kreisförmig“ als „unendliches Spiel“ vollziehen können. Sie misslingt, wenn die Partner an unterschiedlichen Punkten des Kommunikationsablaufes einen Einschnitt vornehmen und jeweils für sich sagen: „Hier hat es angefangen, das ist die Ursache.“

### Digital und analog
- „Menschliche Kommunikation ist digital und analog.“

„Wir dürfen … vermuten, dass der Inhaltsaspekt digital übermittelt wird, der Beziehungsaspekt dagegen vorwiegend analoger Natur ist.“

 Anders gesagt: Nicht nur das gesprochene Wort, sondern auch die nonverbalen Äußerungen (z. B. Lächeln, Wegblicken,…) teilen etwas mit.
Von dem Psychologen Robert Rosenthal stammt folgende Begebenheit, die 'digitale' und 'analoge' Mitteilungen illustriert: Es geht um den Klugen Hans, ein Pferd, berühmt dafür, dass es Rechenaufgaben lösen konnte. Wurde ihm eine solche gestellt, so klopfte es das Ergebnis mit dem Huf auf den Boden. Rosenthal, der davon ausging, dass dies ohne Signale nicht funktionieren könne, sah genauer hin. Er beobachtete, dass das Pferd erst zu klopfen anfing, wenn sein Besitzer auf dessen Huf blickte. Es hörte wieder auf, wenn dieser seinen Kopf unmerklich hob und nach oben sah. „Die nie ausbleibende Verblüffung und der Stolz seines Herrn dürften für den Klugen Hans höchste wirksame Verhaltensverstärkungen gewesen sein.“ Die Redlichkeit des Besitzers stand außer Frage.
Als „digital“ wird im Beispiel die Mitteilung der Rechenaufgabe bezeichnet. Der Blick auf den Huf und die Kopf- und Augenbewegung sind „analoge“ Mitteilungen. Das unmerkliche Zusammenspiel digitaler und analoger Mitteilungen ist von Rosenthal in Experimenten – Rosenthal-Effekt genannt – zwischen Menschen und Tieren nachgewiesen worden. Dass auch zwischen Menschen subtile und höchst wirksame analoge Kommunikationen mitspielen, hat seine experimentelle Forschung ebenfalls bestätigt.
Die Bezeichnungen „digital“ bzw. „analog“ werden von den Autoren auch mit den Merkmalen künstlicher Kommunikationssysteme verdeutlicht. Ein Digitalrechner ist eine arithmetische und logische Maschine, mit der alle denkbaren Wahrheitsfunktionen durch Kombination von Alles-oder-nichts-Impulsen dargestellt werden können. Dies ist u. a. von Wichtigkeit für die Bearbeitung und Auswertung datenbasierter Informationen. Eine analoge Rechenmaschine, z. B. der aus der Mode gekommene Rechenschieber, kann derartiges nicht leisten. Damit lassen sich z. B. keine negativen Größen darstellen.

„Es besteht kein Zweifel, dass die meisten, wenn nicht alle menschlichen Errungenschaften ohne die Entwicklung digitaler Kommunikation undenkbar wären. Das gilt ganz besonders für die Übermittlung von Wissen von einer Person zu anderen und von einer Generation zur nächsten.“

Die digitale Kommunikation umfasst komplexeres, vielseitigeres und abstrakteres Material, als die analoge. Die logische Syntax als Mittel der Eindeutigkeit gibt es nur in digitalen Kommunikationen. Die Analogiesprache bzw. alles was nonverbal, auch zeichnerisch kommuniziert wird, besitzt derartige Eigenschaften nicht. Sie ist mehrdeutig, sie muss in jeder Situation neu interpretiert werden. Es gibt Tränen des Schmerzes und Tränen der Freude, eine geballte Faust kann Drohung oder Selbstbeherrschung bedeuten, ein Lächeln Sympathie oder Verachtung ausdrücken. Die Analogiesprache gibt keine Hinweise darauf, welche Bedeutung gemeint ist. Mit analogen Elementen werde häufig die Beziehungsebene vermittelt, mit digitalen die Inhaltsebene.
Die Autoren formulieren zusammenfassend:

„Menschliche Kommunikation bedient sich digitaler und analoger Modalitäten. Digitale Kommunikationen haben eine komplexe und vielseitige logische Syntax, aber eine auf dem Gebiet der Beziehungen unzulängliche Semantik. Analoge Kommunikationen dagegen besitzen dieses semantische Potential, ermangeln aber der für eindeutige Kommunikationen erforderlichen logischen Systeme.“

### Symmetrisch oder komplementär
- „Zwischenmenschliche Kommunikationsabläufe sind entweder symmetrisch oder komplementär.“

Beziehungen zwischen Partnern basieren entweder darauf, dass sie diese gleichrangig oder nicht gleichrangig gestalten. Die unterschiedlichen Beziehungsmuster steuern auch ihre Kommunikation. Gleichrangige Beziehungen bezeichnen die Autoren als 'symmetrisch', nicht gleichrangige als 'komplementär' nutzen (sie beziehen sich hier auf das Konzept der Schismogenese nach Gregory Bateson). In Beziehungen unter Gleichrangigen (Freunden, Ehepartnern, Kollegen, Nachbarn …) wird überwiegend symmetrisch kommuniziert. In Beziehungen zwischen nicht gleichrangigen Gesprächspartnern (Eltern-Kind, Vorgesetzter-Untergebener, Arzt-Patient, Lehrer-Schüler …) überwiegen komplementäre Kommunikationsformen. Welche Kommunikationsform jeweils wirksam ist, lässt sich in der Praxis – vor allem bei Ehepaaren – nicht immer eindeutig identifizieren. Auch Fachleute kommen zu unterschiedlichen Bewertungen über die zutreffende Kommunikationsform.
Jede Kommunikationsform hat ihre eigenen Merkmale. In symmetrischen Kommunikationen streben die Partner, während sie sich aufeinander beziehen, nach gleichwertiger Aktivität im Gesprächsablauf und nach inhaltlich gleichwertigen Mitteilungen. Dies kann in beruflichen, wie in privaten Kommunikationen beobachtet werden, wenn es z. B. darum geht, gemeinsam eine Aufgabe bzw. ein Problem zu lösen.
Innerhalb komplementärer Kommunikationen unterscheiden sich die Partner durch den Grad ihrer jeweiligen Aktivität im Gespräch und die Art ihrer Mitteilungen. Sie ergänzen sich durch ihr jeweils aktives oder passives Kommunizieren und durch die ausgeprägten bzw. blassen Mitteilungen, die sie zum Thema beitragen. Die Autoren behaupten, dass die komplementäre Kommunikation in Familien zwischen den Erwachsenen vorherrsche.
Zu den vielen Facetten von symmetrischen bzw. komplementären Kommunikationen merken die Autoren noch an:

„Eine sehr verschiedene Situation ergibt sich im Bereich symmetrischer und komplementärer Interaktionen, wenn eine Mitteilung die Beziehung gleichzeitig als symmetrisch und komplementär definiert.“

Dies sei die häufigste und wichtigste Art, in der dann Unvereinbarkeiten in der Kommunikation entstehen.
Ferner sei zu bedenken, dass sowohl die symmetrische als auch die komplementäre Kommunikation ihr je charakteristisches Konfliktpotential habe. In symmetrischen Kommunikationen sind die Partner um Anerkennung ihrer Gleichwertigkeit bemüht. Darin steckt die Tendenz zu mehr als gleicher Gleichheit und die Gefahr von mehr oder weniger offenen Konflikten. Symmetrische Beziehungen, bzw. Kommunikationen können dann ihre Stabilität verlieren. Im Wesentlichen gelte jedoch:

„In einer stabilen symmetrischen Beziehung sind die Partner imstande, den anderen in seinem Sosein zu akzeptieren, was zu gegenseitigem Respekt und Vertrauen in den Respekt des anderen führt …“

Komplementäres Kommunizieren zwischen Eltern und Kindern ist für Kinder im Frühalter lebenswichtig. Wird es auch noch unter Erwachsenen praktiziert, so schränkt es die Möglichkeiten ein, sich zu entwickeln. In stark ausgeprägten komplementären Kommunikationen erlebt der schwächere Partner sich immer wieder als minderwertig. Auf seine blassen Mitteilungen und seine Passivität reagiert der aktivere Partner dominant. Die Partner bestätigen sich gegenseitig nicht – wie dies in symmetrischen Kommunikationen der Fall ist. Die Beziehung wird nicht optimiert, sondern sie stagniert. Es entstehe eine pathologische Atmosphäre mit Nachteilen für alle Beteiligten.
Symmetrisch bzw. komplementär verstehen die Autoren – wie auch die anderen Axiome – als heuristische Prinzipien. Heuristische Prinzipien sind Annahmen, bzw. problemlösende Hypothesen für wissenschaftliche Projekte. Im vorliegenden Fall soll mit diesen Axiomen die menschliche Kommunikation erforscht werden.